# 小米支付
小米支付（英語：Mi Pay）是小米科技的一種基於NFC技術的行動支付服務。使用支援小米支付的小米手機，可直接在支援NFC的读取器以及银行卡、交通卡读取器上直接接触使用。

## 功能

### 銀行卡闪付
與銀聯合作，支援將信用卡、借記卡加入小米支付。利用NFC技術在實體商戶的銀行卡讀取器使用。2016年9月，小米联合中国银联正式发布小米支付(MiPay)，成为全球首家同时支持银行卡和公交卡的手机厂商。
值得一提的是，小米官網將銀行卡閃付功能稱為「Mi Pay」。

### 小米公交
2015年初，小米手机3正式上线上海公共交通卡。2016年9月，小米正式对外发布Mi Pay和小米公交。，截止至2024年1月，小米公交已正式支援36個交通卡品牌，並且是大中華地區支援最多交通卡品牌的行動支付服務。

#### 中国大陆

##### 交通卡（非交通联合制式）
- 天府通
- 武汉通
- 重庆畅通卡
- 甬城通（住建部标准）
- 榕城通（住建部标准）

##### 交通卡（交通联合制式）
- 京津冀互联互通卡[8]
- 京津冀一卡通·天津
- 上海公共交通卡[9]
- 岭南通[10][11]（可选择岭南通·广佛通、岭南通·羊城通、岭云通、韶州通、五邑通、河源粤支付、红海通、茂城通、榕江通、潮州通及漠江通）
- 深圳通互联互通卡[12]
- 合肥通
- 绿城通[13]（郑州）
- 盛京通
- 大连明珠卡
- 吉林通[14]
- 江苏交通一卡通·苏州
- 江苏交通一卡通·苏州昆山
- 江苏交通一卡通（可选择南通、金陵通、无锡、常州、淮海通、盐城、连云港、宿迁、淮安、泰州、扬州及镇江卡片）
- 石家庄·燕赵通
- 广西交通一卡通
- 琴岛通
- 哈尔滨城市通
- 台州公共交通卡
- 长安通
- 潇湘卡
- 赣州通
- 泉城通
- 兰州公交一卡通
- 西藏交通一卡通
- 银川交通一卡通
- 驼城通（榆林市）
- 金华市民卡
- 绍兴通卡
- 厦门e通卡（交通联合）

注：每一台设备仅能存在两张交通联合交通卡，北京市政交通一卡通被京津冀互联互通卡取代下線；苏州市民卡被江蘇交通一卡通·苏州取代下線；杭州通由於杭州市内公共交通已支持银联闪付感应付款，建议使用Mi Pay银行卡闪付，已下线；上海公共交通卡的住建部标准卡片已被交通联合版本取代，既有的住建部标准卡片可能与某些卡不兼容。各城市公交卡的互联互通使用范围不同，请以各城市实际优惠为准。

### 門卡模擬
利用NFC技術讀取並模擬實體門禁卡資料。僅支援讀取並模擬市面上未经加密过的、频率为13.56MHz且沒有加密區塊的門禁卡。
支援NFC的Android設備，在獲取系統最高權限後，利用某些應用程式也可以做到同樣的功能。

### 电子证件
- 网证（eID）

公安部公民网络电子身份标识(eID)是以密码技术为基础、以智能安全芯片为载体、由公安部第三研究所承建的“公安部公民网络身份识别系统”签发给公民的网络电子身份标识，能够在不泄露身份信息的前提下在线远程识别身份。可以为互联网用户提供网络身份认证、个人信息保护、网络账号保护和网络交易保护等服务。

## 支持机型
- 小米5 [15]
- 小米5s
- 小米5s Plus
- 小米8
- 小米9
- 小米9SE
- 小米6系列（不含6X）
- 小米11系列
- 小米12系列
- 小米Mix系列
- 小米Note 2
- 小米Note 3
- Redmi Note 7[16]
- Redmi Note 5
- Redmi 6
- 小米手环4 NFC版[17]
- 小米手环5 NFC版
- 小米手环6 NFC版